# Molina (apellido)
Molina es un apellido de origen español. Se trata de un apellido de oficio o profesión: en latín, molina se refiere a un molino y deriva de otra palabra latina, mola, que se refiere a una muela de molino. El apellido se originó en la Alta Edad Media en personas que operaban un molino o una muela de molino. Otros apellidos españoles, como Molinero, también se han originado en el trabajo y la gestión de un molino. Municipios españoles como Molina de Segura (en Murcia) o Molina de Aragón (en Castilla-La Mancha) todavía hoy en día incluyen en sus respectivos escudos municipales piedras o aspas de molino (cf. el escudo de Molina de Segura y el escudo de Molina de Aragón).
El único linaje apellidado Molina conocido y que trasmitió apellido, fue proveniente de la época del reino de Castilla, se originó por ennoblecimiento cuando en abril de 1154 se le concedió a Manrique Pérez de Lara, de la Casa de Lara, el fuero de la villa de Molina, hoy llamada Molina de Aragón.
Apellido muy antiguo y sobre todo muy extendido desde hace varios siglos, no hay que confundir los apellidados Molina de todo el globo y que en la actualidad llevan numerosas personas de todo el mundo con el linaje Molina, pese a que es extendido tanto en el ámbito geográfico de la Hispanidad (España, Hispanoamérica, Filipinas y Guinea Ecuatorial) como en el resto del mundo occidental (principalmente en Europa continental, Reino Unido y América del Norte), ya que el linaje es el que desciende del apellido medieval, mientras los que se apellidan Molina hoy pueden ser o no descendientes del linaje, ya que son muy numerosos los bautismos eclesiásticos de la Edad Moderna en la que se adoptó el apellido sin tener este linaje, ya que los clérigos al carecer de otro medio para evangelizar donaban el suyo propio o alguno familiar antiguo para poder identificar a los descendientes de autóctonos principalmente del continente americano y las Filipinas apareciendo desde entonces incas, mayas y demás personas de aquellos linajes con nombres y apellidos castellanos o portugueses sin tener la descendencia del mismo.